# Minet el-Beida
Minet el-Beida (in arabo: المينا البيضا, il Porto Bianco; o Maʾḫadu) è una piccola baia situata a 10 chilometri (6,2 miglia) a nord di Laodicea, in Siria, sul Mar Mediterraneo.
È un importante sito archeologico perché fungeva da città portuale e necropoli per Ugarit.

## Galleria d'immagini

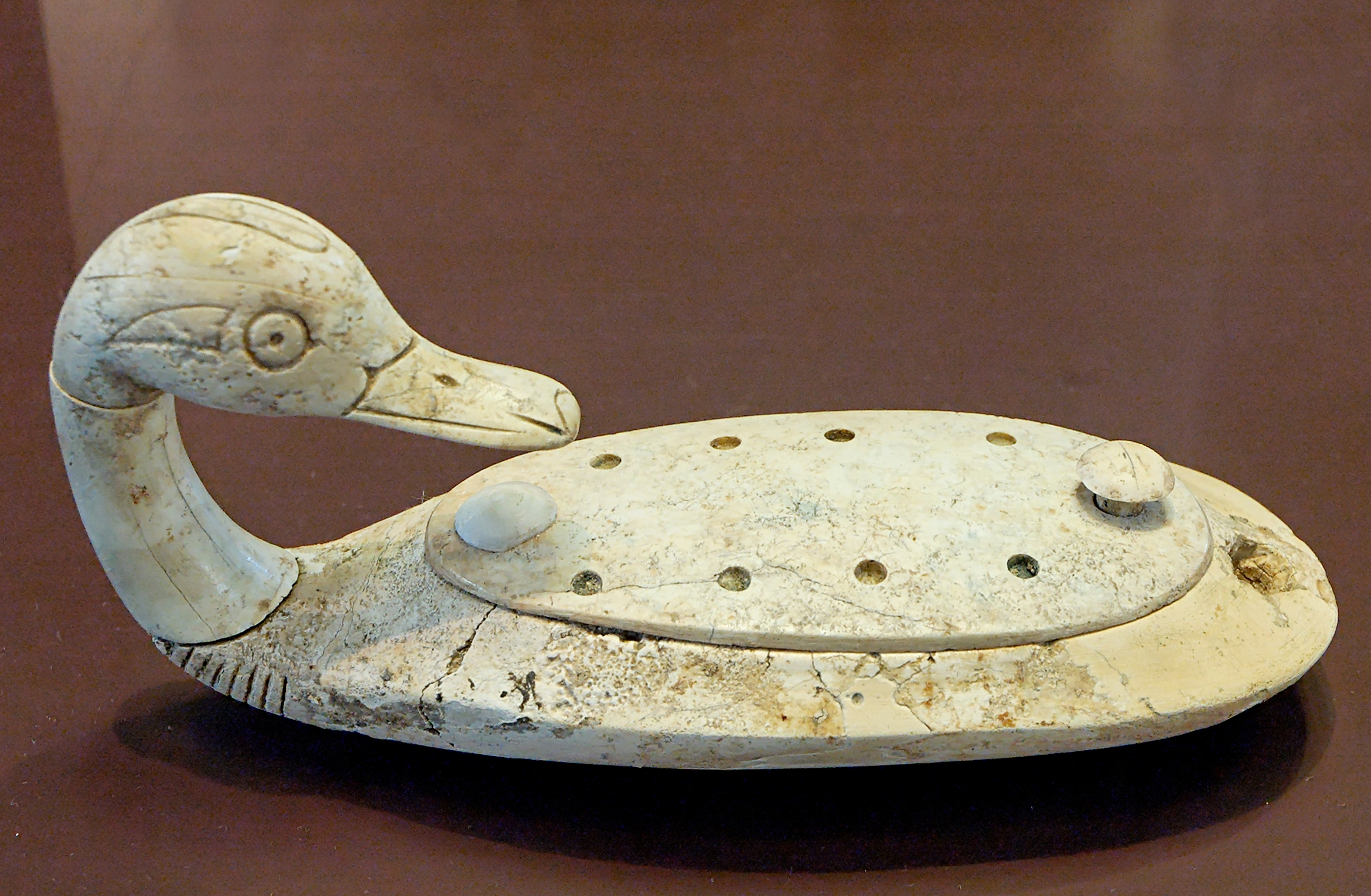
Contenitore a forma di oca da Minet el-Beida
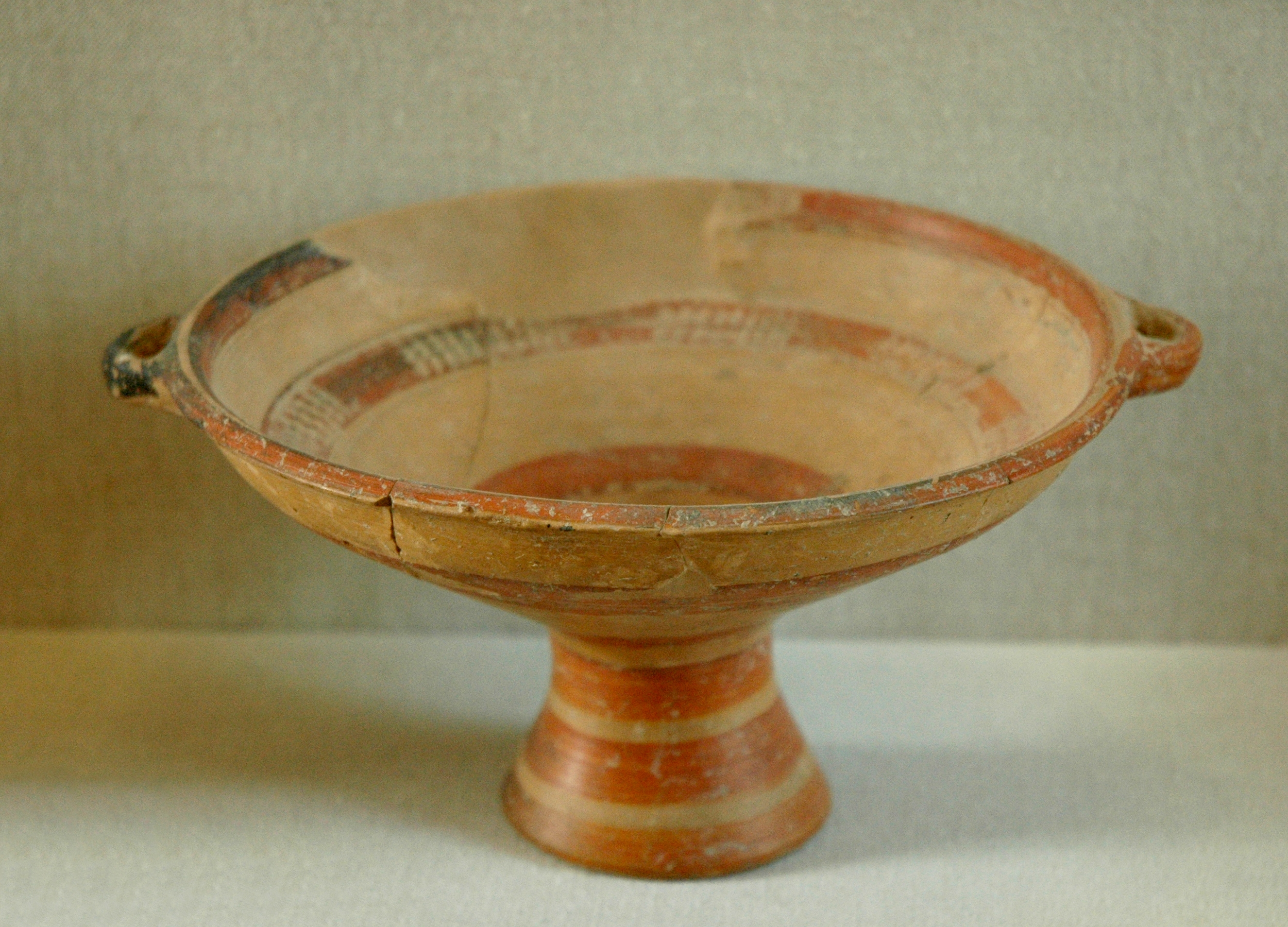
Coppa micenea del XIV-XIII secolo a.C. , importata a Ugarit. Rinvenuta nel cimitero di Minet el-Beida